# Hagan (Marke)
Hagan (Eigenschreibweise: hagan) ist eine Marke des gleichnamigen österreichischen Unternehmens, das Tourenski, Bindungen sowie Zubehör entwickelt und vertreibt. Der Name Hagan leitet sich aus den Anfangsbuchstaben des Familiennamens der Gründer (Hager) sowie des ursprünglichen Firmenstandorts (Antiesenhofen in Oberösterreich) ab.

## Geschichte

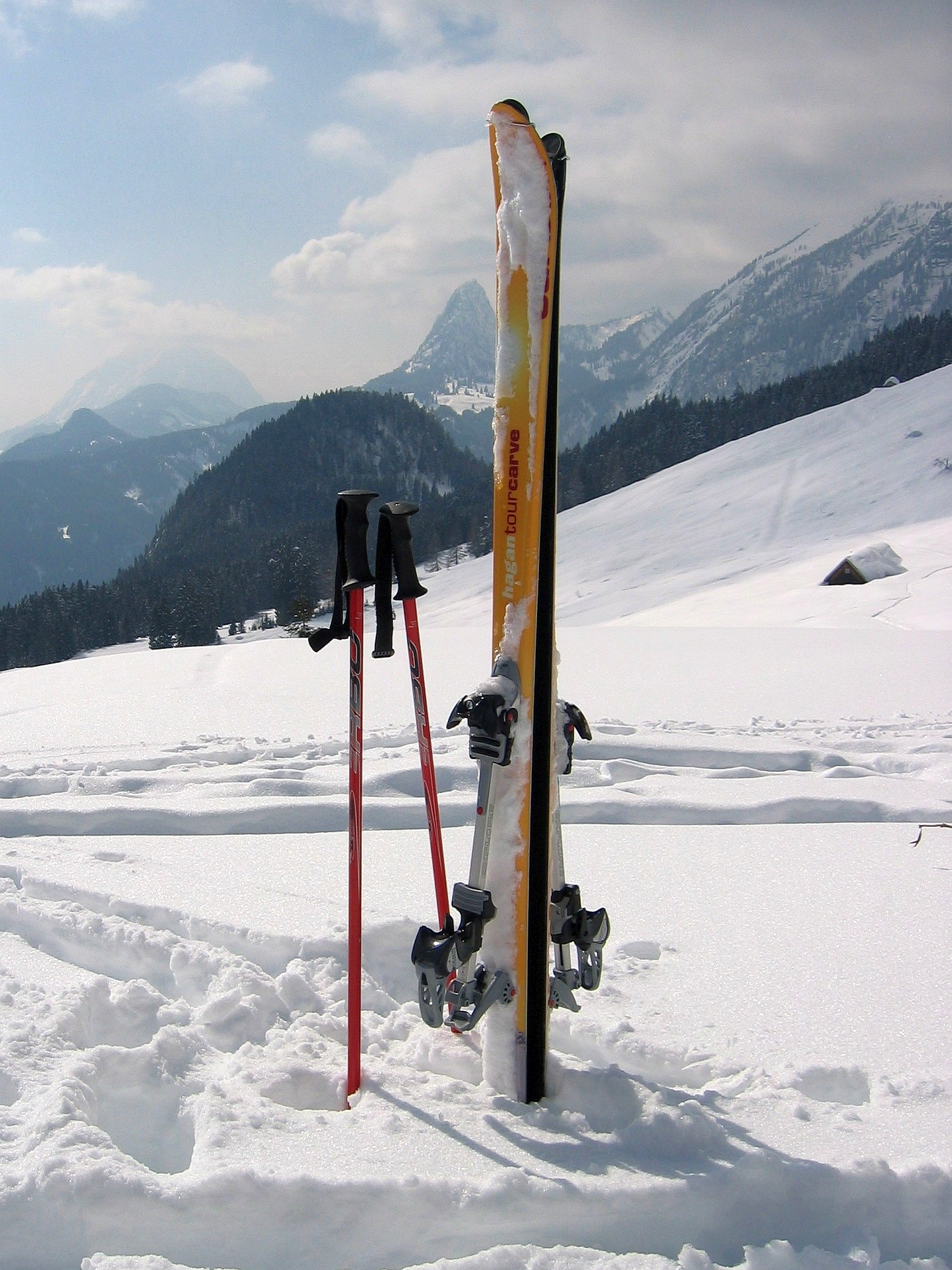
Tourenski Tourcarve carbon, 2006

Hagan wurde in Antiesenhofen als Wagnerei von den Gebrüdern Hager gegründet. Nach dem Ersten Weltkrieg wurde die Produktpalette auf Skier und Rodeln umgestellt. In Antiesenhofen betrieb das Unternehmen eine große Skifabrik, die zu den großen Arbeitgebern im nördlichen Innviertel zählte. In den 1990ern wurden auch Snowboards und Mountainbikes mit dem Werkstoff Titanal hergestellt. Nachdem der Partner Yamaha abgesprungen war, musste die Firma im Jahr 1995 Konkurs anmelden. 
Seit der Neugründung 1995 wird Hagan als innovative Marke im Tourenskisegment positioniert, wobei die Ski von externen Firmen gefertigt werden. Auf der ISPO (Internationale Fachmesse für Sportartikel und Sportmode) 2015 stellte Hagan das weltweit erste Tourenset für Kinder vor. Hagan ist inzwischen eine der bekannten Marken im Tourenskisektor mit internationalem Vertrieb und Sponsoring im Bereich Skibergsteigen.